# Immenschlag
Immenschlag ist eine Ortschaft und eine Katastralgemeinde der Marktgemeinde Gastern im Bezirk Waidhofen an der Thaya im niederösterreichischen Waldviertel mit 39 Einwohnern (Stand 1. Jänner 2024).

## Geografie
Das nach Osten exponierte Dorf südlich von Gastern entwässert über einen Zubringer in den Reutbach. Durch den Ort führt die Landesstraße L8176. Am 1. April 2020 umfasste die Ortschaft 19 Adressen.

## Geschichte
Immenschlag wurde schon 1156 erwähnt, als der Ort dem Frauenkloster Pernegg gestiftet wurde. Im Jahre 1521 besaß Pernegg in Immenschlag 16 Holden und 1597 erhoben sich die Bauern gegen das Kloster. 1692 tauschte Graf Leopold von Lamberg, Inhaber der Herrschaft Waidhofen an der Thaya, das Dorf Immenschlag für 16 Häuser in Pernegg ein. Nach der Beschreibung Schweickhardts waren die Bewohner gering bestiftete Landbauern, deren Erzeugnisse aus Korn, Hafer, Gerste und Erdäpfel bestanden; zudem betrieben sie Viehwirtschaft. Im Jahr 1822 wurde der Ort als Dorf mit 17 Häusern genannt, das nach Gastern eingepfarrt war, wohin auch die Kinder eingeschult wurden. Die Herrschaft Waidhofen an der Thaya besaß die Ortsobrigkeit, übte die Landgerichtsbarkeit aus, besorgte die Konskription und hatte die Grundherrschaft inne.
Laut Adressbuch von Österreich waren im Jahr 1938 in Immenschlag ein Trafikant und mehrere Landwirte mit Direktvertrieb ansässig.